# 大野村 (福島県双葉郡)
大野村（おおのむら）は、昭和29年（1954年）まで福島県双葉郡に存在していた村。現在の双葉郡大熊町西部にあたる。

## 地理
- 山：三郡森 (676m)、東大森 (669.5m)、日隠山 (601.5m)
- 河川：熊川、夫沢川

## 沿革
- 明治22年（1889年）4月1日 - 町村制施行にともない、大川原村・野上村・下野上村の計3か村が合併して標葉郡大野村が発足。戸数204、人口1,303人。
- 明治29年（1896年）4月1日 - 標葉郡と楢葉郡が合併して双葉郡が発足。双葉郡大野村となる。
- 明治37年（1904年） - 大野駅開業[1]。
- 昭和29年（1954年）11月1日 - 熊町村と合併し、大熊町となる[2]。

## 行政
- 歴代村長

| 代 | 氏名       | 就任                   | 退任                       | 備考 |
| -- | ---------- | ---------------------- | -------------------------- | ---- |
| 1  | 石田茂宗   | 明治22年（1889年）7月  | 明治40年（1907年）12月     |      |
| 2  | 渡辺則綱   | 明治41年（1908年）4月  | 大正5年（1916年）4月       |      |
| 3  | 脇坂綱次郎 | 大正5年（1916年）4月   | 昭和3年（1928年）5月       |      |
| 4  | 石田友宗   | 昭和3年（1928年）5月   | 昭和7年（1932年）5月       |      |
| 5  | 石田弼宗   | 昭和7年（1932年）5月   | 昭和11年（1936年）5月      |      |
| 6  | 渡辺縫     | 昭和11年（1936年）5月  | 昭和17年（1942年）7月29日  |      |
| 7  | 脇坂綱次郎 | 昭和17年（1942年）9月  | 昭和20年（1945年）3月      | 再任 |
| 8  | 愛場等     | 昭和20年（1945年）4月  | 昭和22年（1947年）4月      |      |
| 9  | 木幡一清   | 昭和22年（1947年）4月  | 昭和23年（1948年）10月9日  |      |
| 10 | 斉藤正     | 昭和23年（1948年）12月 | 昭和29年（1954年）10月31日 |      |

## 教育
- 大野村立大野小学校
  - 大野村立大野小学校中屋敷分校
- 大野村立大野中学校
- 福島県立浪江高等学校大野分校

## 交通

### 鉄道
- 国鉄常磐線：大野駅